# Vytautas Naudužas
Vytautas Naudužas (* 14. September 1955 in Šiauliai) ist ein litauischer Diplomat und Politiker, Vizeminister.

## Leben
Nach dem Abitur 1973 an der 10. Mittelschule absolvierte er von 1973 bis 1978 das Diplomstudium der Wirtschaft, von 1980 bis 1984 die Aspirantur und 1984 promovierte an der Lomonossow-Universität in Moskau.
Von 1978 bis 1991 lehrte er am Vilniaus pedagoginis institutas. Ab 1992 arbeitete er am Außenministerium Litauens. Von 1992 bis 1998 war er Berater in der litauischen Botschaft in Frankreich und von 1995 bis 1998 litauischer Vertreter bei OECD in Paris. Von 1998 bis 2002 war er Botschafter in Schweden, von 2002 bis 2004 Berater des Ministerpräsidenten, von 2004 bis 2006 Botschafter in der Türkei. Von 2006 bis 2008 war er Vizeminister am Wirtschaftsministerium Litauens. Im Mai 2014 wurde er Botschafter in Kasachstan und im Juni 2015 Botschafter von Kirgisistan und Tadschikistan.
Er hat über 100 Publikationen.

## Auszeichnungen
- 2001: Lietuvos pramonininkų konfederacija, „Garbės aukso ženklas“;
- 2003: Orden für Verdienste um Litauen, Komandoro kryžius;
- 2008 Orden „Al Merito“;
- 2008: Ehrenzeichen von „ICC Lietuva“[3]